# Josef Scheill
Josef Scheill (również Joseph, ur. 13 marca 1784 w Reichenhall, zm. 9 lipca 1834 w Braniewie) – niemiecki ksiądz katolicki i teolog; profesor teologii pastoralnej w Liceum Hosianum w Braniewie w Prusach Wschodnich.

## Życiorys
Josef Scheill urodził się w wiejskiej rodzinie w pobliżu Reichenhall w Bawarii. Uczęszczał do gimnazjum benedyktynów w Salzburgu, a następnie rozpoczął studia na Uniwersytecie w Landshut. Na uniwersytecie w latach 1803–1804 studiował prawo kanoniczne, a następnie odbywał praktyki w różnych urzędach, po czym w 1815 powrócił na uniwersytet do Landshut, by rozpocząć studia z zakresu teologii. Wkrótce po rozpoczęciu nowego kierunku zdecydował się wstąpić do miejscowego seminarium duchownego. Po tym jak w 1817 rozwiązał akademickie zadanie konkursowe z zakresu teologii (opublikowane w 1820), otrzymał święcenia kapłańskie, po których udał się w dłuższą podróż po Włoszech.
W 1818, po powrocie z Włoch, został duszpasterzem w Monachium, zdecydował się jednak powrócić do Landshut. Tam został kaznodzieją w kościele św. Marcina. W 1821 roku na podstawie nagrodzonej pracy Darstellung der hermeneutischen Momente bei der Beweisführung der dogmatischen Bibelstellen uzyskał stopień doktora teologii. W 1824 roku opuścił rodzinne strony, by objąć stanowisko wykładowcy w odległym Braniewie w Prusach Wschodnich. 
Josef Scheill przybył do Braniewa 22 czerwca 1824. Objął stanowisko profesora teologii pastoralnej i zarządcy (rektora) seminarium. Zastał w nim wówczas zaledwie 6 kleryków. Ksiądz Scheill zażądał od biskupa za pełnienie funkcji rektora (gdyż państwo nie płaciło za tę funkcję) pensję 800 talarów rocznie, na co biskup Hohenzollern przystał. Scheil ułożył nowy regulamin seminarium (poprzedni ułożony przez samego biskupa został odrzucony przez ministerstwo) i wprowadził go w życie. Z tego powodu uważany jest przez historyków za twórcę nowożytnego seminarium duchownego w Braniewie. Zajmował stanowisko rektora seminarium przez dziesięć lat, czyli do swojej przedwczesnej śmierci. Zmarł w Braniewie, podczas zażywania kąpieli w rzece Pasłęce. Pochowany został, jak wielu innych profesorów, na cmentarzu św. Jana.
Po śmierci uczniowie szkoły urządzili zbiórkę pieniędzy na zbudowanie pomników na cmentarzu upamiętniających dwóch zmarłych przedwcześnie i w podobnym czasie profesorów Scheilla i Johanna Bussego. Zebrano kwotę aż 745 talarów, z czego na pomniki wydano 166 talarów. Pozostałą kwotę przeznaczono na założenie fundacji o nazwie utworzonej od nazwisk obu profesorów Scheill-Bussesche Stiftung, wspierającej materialnie studentów uczelni.
Josef Scheill opowiadał się zdecydowanie przeciw ingerencji władzy świeckiej w sprawy kościelne i bezkompromisowo krytykował swoich oponentów, czym zyskał dużą popularność w kręgach duchowieństwa. Przez papieża został mianowany protonotariuszem apostolskim.